# Ново-Андріївка
Ново-Андріївка — колишній населений пункт в Кіровоградській області у складі Бобринецького району.

## Стислі відомості
В 1930-х роках — у складі Бобринецького району Одеської області.
В часі Голодомору 1932—1933 років нелюдською смертю у селах Ново-Андріївка, Грузьке і Благодатне померло не менше 22 людей.
Дата зникнення станом на січень 2023 року невідома.